# سينلاباخوس
بلدية سينلاباخوس (بالإسبانية: Sinlabajos) هي بلدية تقع في مقاطعة آبلة التابعة لمنطقة قشتالة وليون وسط إسبانيا.

## الديموغرافيا
بلغ عدد سكان بلدية سينلاباخوس 149 نسمة عام 2011 (وفقاً للمعهد الوطني للإحصاء الإسباني).
| 264 | 246 | 213 | 182 | 165 | 151 | 149 |